# Probole subsinuaria
Probole subsinuaria är en fjärilsart som beskrevs av Achille Guenée 1858. Probole subsinuaria ingår i släktet Probole och familjen mätare. Inga underarter finns listade i Catalogue of Life.